# Springton
Springton är en ort i Australien. Den ligger i kommunen Barossa och delstaten South Australia, omkring 51 kilometer nordost om delstatshuvudstaden Adelaide. Antalet invånare är 501.
Runt Springton är det mycket glesbefolkat, med 3 invånare per kvadratkilometer.. Närmaste större samhälle är Williamstown, omkring 19 kilometer väster om Springton.
Trakten runt Springton består till största delen av jordbruksmark. Genomsnittlig årsnederbörd är 419 millimeter. Den regnigaste månaden är juli, med i genomsnitt 68 mm nederbörd, och den torraste är december, med 8 mm nederbörd.